# مارك هوبسون (ملاكم)
مارك هوبسون (بالإنجليزية: Mark Hobson)‏ مواليد 7 مايو 1976 في هدرسفيلد، هو ملاكم محترف بريطاني.

## المسيرة الاحترافية
من نزالاته:
- خسر أمام إنزو ماكارينيلي بالضربة الفنية القاضية (2006).

## إحصائيات
خاض خلال مسيرته 33 نزالا، فاز في 27 وتعادل في 1 وخسر في 5. فاز بالضربة القاضية في 14 نزالا.

## روابط خارجية
- مارك هوبسون على موقع بوكس ريك (الإنجليزية) (registration required)